# Cedar Hill Lakes
Cedar Hill Lakes é uma vila localizada no estado americano de Missouri, no Condado de Jefferson.

## Demografia
Segundo o censo americano de 2000, a sua população era de 229 habitantes.
Em 2006, foi estimada uma população de 220, um decréscimo de 9 (-3.9%).

## Geografia
De acordo com o United States Census Bureau tem uma área de
0,7 km², dos quais 0,6 km² cobertos por terra e 0,1 km² cobertos por água.

## Localidades na vizinhança
O diagrama seguinte representa as localidades num raio de 20 km ao redor de Cedar Hill Lakes.